# Coats Memorial Church

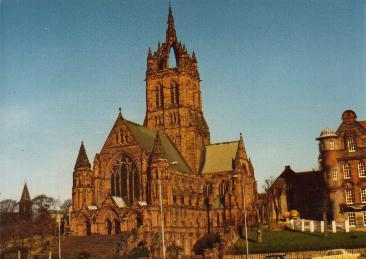
Widok na Baptystyczną Katedrę Europy

Coats Memorial Church, pełna nazwa to: The Thomas Coats Memorial Baptist Church, znany również jako Baptystyczna Katedra Europy – to największy w Europie kościół baptystyczny, znajdujący się w Paisley, w Szkocji.

## Historia
Kościół został zbudowany ku pamięci Thomasa Coatsa, filantropa i aktywnego działacza miejscowej społeczności baptystycznej. Po śmierci Coatsa w 1883 r. na prośbę jego żony i dzieci, miejscowy zbór baptystów postanowił o budowie katedry. Architektem budowli został Hippolyte J. Blanc. Kościół ukończono w 1894 r.

## Architektura i wnętrze
Coats Memorial Church został wzniesiony w stylu neogotyckim. Za budulec kościoła posłużył piaskowiec. Podłoga kruchty wykonana została jako mozaika. Wnętrze zdobią marmurowe wodotryski z wodą pitną. Sufit katedry stanowią sklepienia krzyżowe, zdobione cytatami z Biblii umieszczonymi na tle pozłacanych zwojów. Główna iglica kościoła sięga ponad 60 metrów ponad ziemię. Baptysterium, wykonane z białego i czarnego marmuru, jest wystarczająco głębokie, aby umożliwić pełne zanurzenie katechumena, zgodnie z baptystycznym poglądem na właściwą formę chrztu. Zdobione rzeźbione panele alabastrowe przedstawiają najważniejsze wydarzenia z życia Jezusa Chrystusa. Podwyższona ambona wykonana jest z alabastru i marmuru, okryta baldachimem. Pulpit z wykonany brązu, z podobizną orła. Stół komunijny służący do wspominania Wieczerzy Pańskiej i błogosławienia emblematów chleba i wina, wykonany został z drewna dębowego. Zwieńczeniem prezbiterium jest sklepienie dekorowane podobiznami aniołów. W Baptystycznej Katedrze Europy znajdują się także organy z 3040 piszczałkami, zaliczane do czołówki największych organów na świecie.

## Zbór
Gospodarzem katedry jest lokalny zbór baptystyczny, należący do Szkockiego Kościoła Baptystów. Przy zborze działa kilka służb, m.in. chór. W kościele systematycznie odbywają się tradycyjne nabożeństwa baptystyczne, pozbawione sztywnej liturgii i form. Na nabożeństwo składają się modlitwy zgromadzenia, pieśni śpiewane przez kongregację przy akompaniamencie organów oraz zwiastowanie Słowa Bożego (kazanie). Zbór obchodzi również Wieczerzę Pańską, którą pojmuje symbolicznie.